# Управление научных исследований и разработок
Управление научных исследований и разработок (англ. Office of Scientific Research and Development, OSRD) — агентство федерального правительства США, созданное для координации научных исследований в военных целях во время Второй мировой войны. Работа над его открытием проходила в мае 1941 года. Официально Управление было создано Указом № 8807 от 28 июня 1941 года. Таким образом управление заменило работу Национального комитета оборонных исследований (NDRC) и получило почти неограниченный доступ к финансированию и иным ресурсам. 
Руководил Управлением Вэнивар Буш, который подчинялся только президенту Рузвельту.
Исследования были самыми разнообразными и включали проекты, посвященные новым и более точным бомбам, надежным детонаторам, работам над неконтактными взрывателями, управляемыми ракетами, радарами и системами раннего предупреждения, более легким и точным мобильным оружием, более эффективным медицинским методам лечения. В сферу Управления входило производство пенициллина в больших количествах. Разрабатывались более универсальные транспортные средства. 
Самая секретная группа носила название Комитет S-1 («Урановый комитет»); он позже стал Манхэттенским проектом, в ходе осуществления которого было разработано первое ядерное оружие.

## Внешние ссылки
- Office of Scientific Research and Development Collection at Library of Congress. Исследования, проведенные США и союзниками во время Второй мировой войны, включают технические отчеты, заметки, рисунки и т. д.
- Хроника OSRD
- Записи OSRD в Национальном архиве
- Stewart, Irvin. Organizing Scientific Research for War: The Administrative History of the Office of Scientific Research and Development. Boston: Little, Brown and Company, 1948.